# 維德斯曼勒山

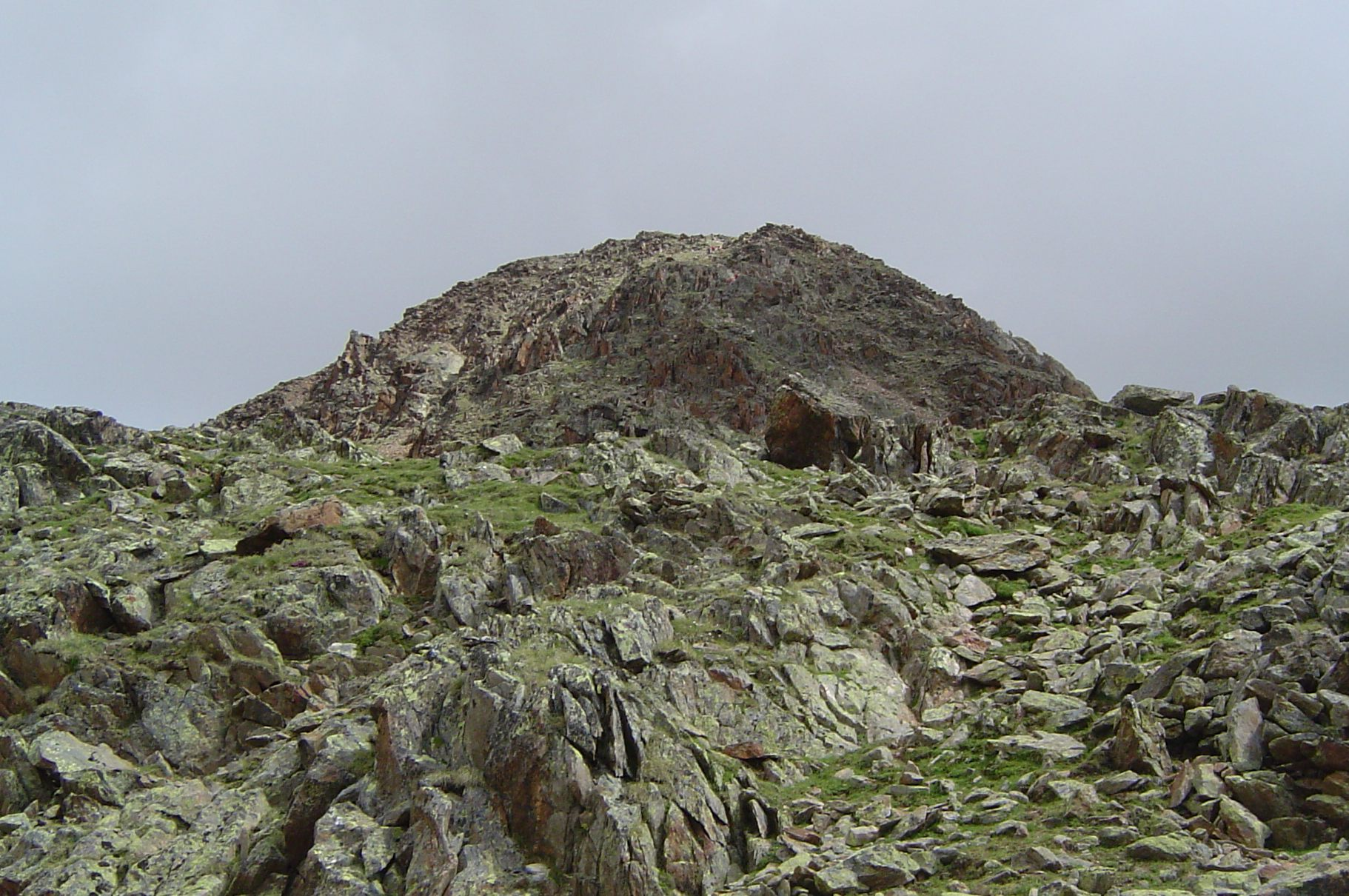

46°52′31″N 10°53′38″E / 46.87528°N 10.89389°E
維德斯曼勒山（德語：Wildes Mannle），是奧地利的山峰，位於該國西部，由蒂羅爾州負責管轄，屬於奧茨塔爾阿爾卑斯山脈的一部分，海拔高度3,023米，每年平均降雨量1,357毫米。